# Ли Чжунъюнь
Ли Чжунъю́нь (кит. упр. 李忠云, пиньинь Lǐ Zhōngyún, р.4 марта 1967) — китайская дзюдоистка, чемпионка мира, призёр Олимпийских игр.

## Биография
Ли Чжунъюнь родилась в 1967 году в уезде Чаоян специального района Чаоян провинции Ляонин. С 1981 года стала учиться в Чаоянской спортшколе, в 1983 году попала в спецгруппу дзюдо.
В 1984 году Ли Чжунъюнь выиграла чемпионат КНР, в 1985 — чемпионат Азии. На чемпионате мира 1986 года она завоевала лишь бронзовую медаль, но уже на чемпионате мира 1987 года стала золотой медалисткой. На Олимпийских играх 1988 года в Сеуле она также боролась лучше всех, но в 1988 году женское дзюдо было лишь показательной дисциплиной, и победители в нём не считались олимпийскими чемпионами. В 1990 году Ли Чжунъюнь стала чемпионкой Азиатских игр, в 1991 году завоевала бронзовую медаль чемпионата мира, а на Олимпийских играх 1992 года в Барселоне она наконец завоевала олимпийскую медаль — но лишь бронзовую. В 1993 году Ли Чжунъюнь стала обладательницей серебряной медали Спартакиады народов КНР.